# Tir als Jocs Olímpics d'estiu de 1900 - Fossa olímpica
La competició de fossa olímpica va ser una de les proves de Tir dels Jocs Olímpics de París de 1900. Es disputà entre el 15 i el 17 de juliol de 1900. Hi van prendre part 31 tiradors de 3 nacions diferents, 29 d'elles francesos.

## Medallistes
| Or                | Plata      | Bronze             |
| Roger de Barbarin | René Guyot | Justinien de Clary |

## Resultats
Cada llançador havia de disparar a 20 objectius, valent un punt cada objectiu encertat. Es desconeix el criteri emprat per desfer l'empat entre els tres primers classificats. Tampoc no se saben els resultats dels tiradors a partir de la 14a posició.
| Posició | Tirador            | Puntuació |
| ------- | ------------------ | --------- |
| Or      | Roger de Barbarin  | 17        |
| Plata   | René Guyot         | 17        |
| Bronze  | Justinien de Clary | 17        |
| 4       | César de Bettex    | 16        |
| 5       | Hilaret            | 15        |
| 6       | Edouard Geynet     | 13        |
| 7       | Jules Charpentier  | 12        |
| 7       | de Joubert         | 12        |
| 7       | Joseph Labbé       | 12        |
| 7       | Sidney Merlin      | 12        |
| 7       | André de Schonen   | 12        |
| 7       | Sion               | 12        |
| 13      | Amédée Aubry       | 11        |
| 13      | Gheorghe Plagino   | 11        |

| Classificació final (15–31) | Classificació final (15–31) | Classificació final (15–31) |
| --------------------------- | --------------------------- | --------------------------- |
| 15                          | Boucquet                    | desconeguda                 |
| 16                          | Léon Moreaux                | desconeguda                 |
| 17                          | Reverdin                    | desconeguda                 |
| 18                          | Jacques Nivière             | desconeguda                 |
| 19                          | Gaston Legrand              | desconeguda                 |
| 20                          | Ador                        | desconeguda                 |
| 21                          | Mercier                     | desconeguda                 |
| 22                          | Roger Nivière               | desconeguda                 |
| 23                          | de Montholon                | desconeguda                 |
| 24                          | de Saint-James              | desconeguda                 |
| 25                          | Soucaret                    | desconeguda                 |
| 26                          | Pierre Perrier              | desconeguda                 |
| 27                          | G. Brosselin                | desconeguda                 |
| 28                          | A. Darnis                   | desconeguda                 |
| 29                          | N. Guyot                    | desconeguda                 |
| 30                          | Pourchainaux                | desconeguda                 |
| 31                          | Anjou                       | desconeguda                 |